# Filinia cornuta
Filinia cornuta is een soort in de taxonomische indeling van de raderdieren (Rotifera). 
Het dier behoort tot het geslacht Filinia en behoort tot de familie Trochosphaeridae. De wetenschappelijke naam van de soort werd voor het eerst geldig gepubliceerd in 1847 door Weisse.